# 2026년 코먼웰스 게임

2026년 코먼웰스 게임(2026 Commonwealth Games, 공식 명칭: XXIII Commonwealth Games), 글래스고 2026(Glasgow 2026, 스코트어: Glesca 2026 또는 Glesga 2026, 스코틀랜드 게일어: Glaschu 2026)은 스코틀랜드 글래스고에서 개최될 예정인 계획된 종합 스포츠 이벤트이다. 영연방 회원국의 경우. 이번 대회는 1970년과 1986년 에든버러 대회, 2014년 글래스고 대회에 이어 스코틀랜드에서 열리는 네 번째 코먼웰스 게임이다.
오스트레일리아의 빅토리아주가 2022년 4월에 처음 개최지로 발표된 후 한동안 대회는 개최국이 없었다. 빅토리아의 철수는 2024년 하계 올림픽 및 2022년 코먼웰스 게임과의 일정 충돌로 인해 개최국이 대신 바뀌었다. 2030년 하계 청소년 올림픽 유치에 초점을 맞추고 있다. 2023년 7월 18일, 빅토리아 주 정부는 비용 예측 증가로 인해 계획을 취소했다. 퀸즐랜드주 골드코스트 (퀸즐랜드주)시는 잠시 행사 공동 주최를 제안했지만 나중에 비슷한 이유로 철회했다. 주최측이 없기 때문에 올림픽이 2027년으로 연기되거나 완전히 취소될 위험이 있었다.
2024년 8월 11일, 글래스고가 호스팅 권한을 인수하기로 합의했다는 보도가 나왔지만 다음날 최종 합의나 임박한 발표 없이 회담이 진행 중이라는 것이 밝혀졌다. 코먼웰스 게임스 스코틀랜드는 코먼웰스 게임스 협회에서 1억 파운드의 자금을 지원하고 상업적 소스에서 3천만~5천만 파운드를 추가로 지원하여 10~13개의 스포츠를 선보이고 기존 인프라를 사용하는 이벤트의 축소 버전을 제안했다. 자금이 필요할 것이다. 2024년 8월 30일의 추가 업데이트에 따르면 올림픽은 주로 철수 후 빅토리아 정부로부터 보상으로 확보되는 2억 호주 달러로 자금이 조달될 것이라고 확인되었다. 2024년 9월 17일, 스코틀랜드 정부가 커먼웰스 게임스 오스트레일리아(Commonwealth Games Australia)의 재정 지원을 받아 게임을 개최하기로 합의했다고 발표되었다. 축소된 이번 대회에는 4개 경기장에서 10개 종목이 열리며 선수촌은 없다.